# Cercaire

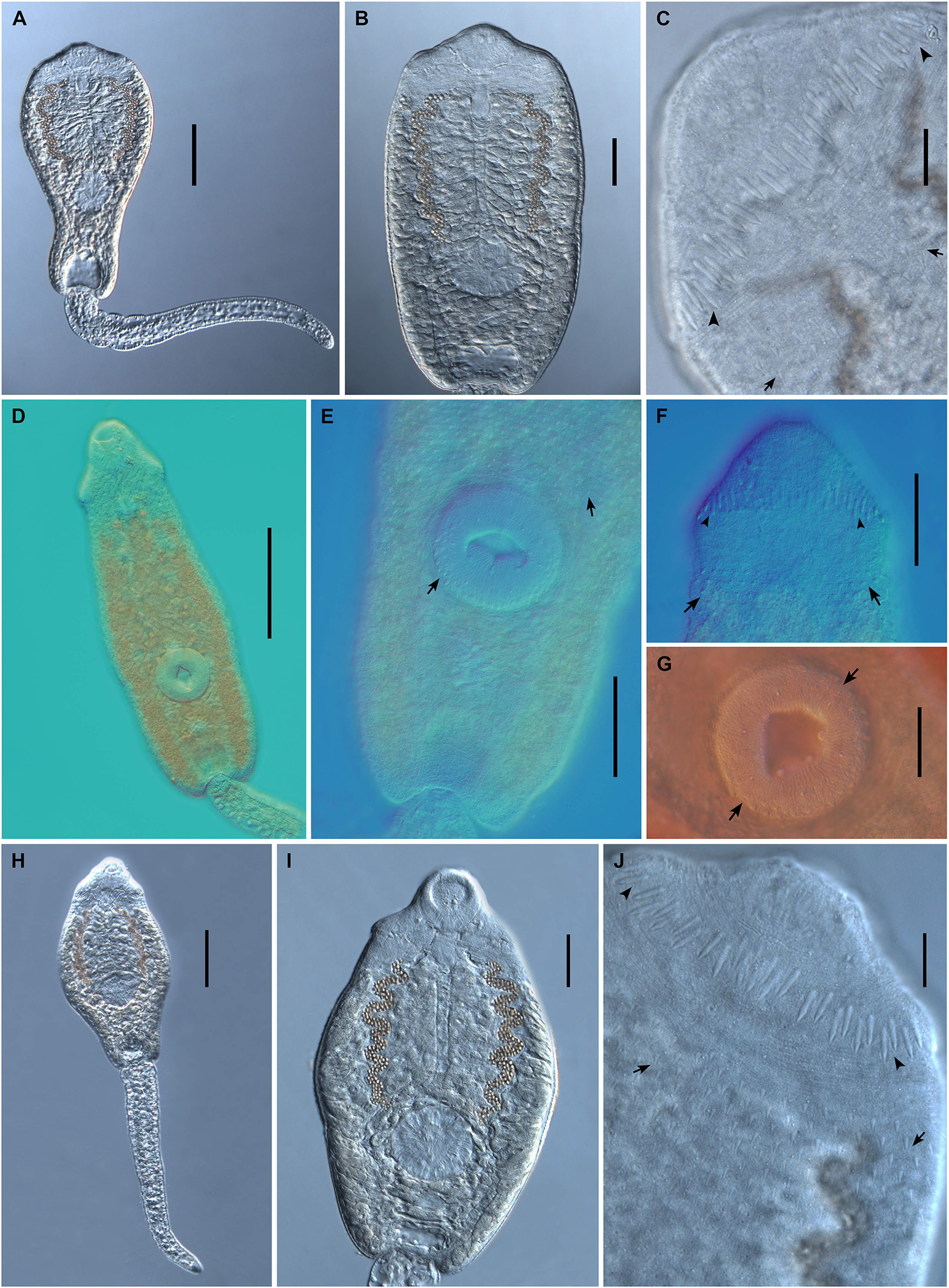
Cercaires de plusieurs espèces d'échinostomes

La cercaire est une larve de parasites qui vit dans un hôte intermédiaire (comme un mollusque, par exemple, ce qui est le cas pour plusieurs parasites pathogènes pour l'homme).
L'enkystement d'une cercaire à la sortie de son hôte intermédiaire et qui s'est fixée sur un végétal, par exemple, s'appelle une métacercaire. Pour la puce de canard, il s'agit de furcocercaires produits dans l'eau par les escargots infectés présents dans la vase des lacs et qui ensuite vont infecter les oiseaux aquatiques dans une deuxième phase. Il s'agit d'une bilharziose du canard.
Cercaria est un terme utilisé avec le statut de genre pour spécifier la forme larvaire de diverses espèces. Cercaria elegans peut ainsi faire référence à :
- des espèces connues, par exemple : Bucephalus elegans[1] ou plagiorchis elegans ou Transversotrema elegans
- des espèces identifiées seulement par leurs formes cercariales, par exemple: Cercaria elegans Tang, 1992 nec Mueller in La Valette, 1855, la forme cercariale d'une espèce de trématodes parasite de bivalves marins à Hong Kong[2],[3]